# セルビア・バスケットボールリーグ
セルビア・バスケットボールリーグ（セルビア語: Кошаркашка лига Србије/Košarkaška liga Srbije; 略称 КЛС 英語: Basketball League of Serbia; 略称 KLS）は、セルビアのプロバスケットボールリーグのトップディビジョン。サッカーのセルビア・スーペルリーガのバスケットボール版に当たる。2006年発足。

## ルール
セルビアバスケットボール連盟が運営するリーグで、14チームが所属するセルビア・ファーストリーグと12チームが所属するセルビア・スーパーリーグで構成されている。
2017-18シーズンより、ファーストリーグの上位8チームが、ABAリーグのセルビア4チームとともにスーパーリーグに昇格している。ファーストリーグで13位と14位に位置するチームは、下位リーグであるセルビア・セカンドバスケットボールリーグに降格され、1部リーグで1位と2位になったチームは、来シーズンのABAリーグ・セカンドディビジョンへの出場権を獲得する。スーパーリーグは12クラブが6チームずつA、Bの2グループに分かれており、スーパーリーグのベスト4(A、B各グループの上位2チーム)がプレーオフ進出となる。

## 歴代チャンピオン
- 2006–07 パルチザン・ベオグラード
- 2007–08 パルチザン・ベオグラード
- 2008–09 パルチザン・ベオグラード
- 2009–10 パルチザン・ベオグラード
- 2010–11 パルチザン・ベオグラード
- 2011–12 パルチザン・ベオグラード
- 2012–13 パルチザン・ベオグラード
- 2013–14 パルチザン・ベオグラード
- 2014–15 レッドスター・ベオグラード
- 2015–16 レッドスター・ベオグラード
- 2016–17 レッドスター・ベオグラード
- 2017–18 レッドスター・ベオグラード
- 2018–19 レッドスター・ベオグラード
- 2019–20 優勝クラブなし
- 2020–21 レッドスター・ベオグラード

### クラブ別優勝回数
| クラブ       | 優勝回数 | 優勝年度                                                               | 準優勝回数 |
| ------------ | -------- | ---------------------------------------------------------------------- | ---------- |
| パルチザン   | 8        | 2006–07, 2007–08, 2008–09, 2009–10, 2010–11, 2011–12, 2012–13, 2013–14 | 3          |
| レッドスター | 6        | 2014–15, 2015–16, 2016–17, 2017–18, 2018–19, 2020–21                   | 5          |
| ヴルシャツ   | 0        |                                                                        | 3          |
| FMP          | 0        |                                                                        | 2          |
| メガ         | 0        |                                                                        | 1          |

## 現所属チーム
| チーム委         | 本拠地             | アリーナ                         | 収容人数 |
| ---------------- | ------------------ | -------------------------------- | -------- |
| ボラツ           | チャチャク         | ボラツ・ホール                   | 2,000    |
| レッドスター     | ベオグラード       | ハラ・アレクサンダル・ニコリッチ | 5,878    |
| ドゥナヴ         | スタリ・バノヴツィ | パーク・ホール                   |          |
| ダイナミック     | ベオグラード       | ランコ・ジェラヴィツァ・ホール   | 5,000    |
| FMP              | ベオグラード       | ジェレズニク・ホール             | 3,000    |
| コルバラ         | ラザレヴァツ       | SRCコルバラ                      | 1,700    |
| メガ             | ベオグラード       | メガ・ファクトリー               | 700      |
| メタラツ         | ヴァリェヴォ       | ヴァリェヴォ・スポーツ・ホール   | 1,500    |
| ムラドスト       | ゼムン             | マスター・スポーツ・センター     | 750      |
| パルチザン       | ベオグラード       | シュタルク・アレナ               | 18,386   |
| スロボダ         | ウジツェ           | ヴェリキ・パーク・ホール         | 2,200    |
| スロデス         | ベオグラード       | スロデス・ホール                 | 2,000    |
| スロガ           | クラリェヴォ       | クラリェヴォ・スポーツ・ホール   | 3,350    |
| ラドニチュキ     | クラグイェヴァツ   | イェゼロ・ホール                 | 3,750    |
| タミシュ         | パンチェヴォ       | ストレリシュテ・スポーツ・ホール | 1,100    |
| ヴォイヴォディナ | ノヴィ・サド       | SPCヴォイヴォディナ              | 7,022    |
| ヴルシャツ       | ヴルシャツ         | ミレニアム・センター             | 4,400    |
| ズドラヴリェ     | レスコヴァツ       | SRCドゥボチツァ                  | 3,600    |
| ズラティボル     | チャイェティナ     | STCズラティボル                  | 712      |
| OKKベオグラード  | ベオグラード       | メガ・ファクトリー               | 700      |
| ノヴィ・パザル   | ノヴィ・パザル     | ペンディク・スポーツ・ホール     | 1,600    |

## 主な出身選手
- ボグダン・ボグダノヴィッチ
- ニコラ・ヨキッチ
- ボバン・マリヤノヴィッチ